# 俘虜 (電影)
《戰場上的快樂聖誕》（英語：Merry Christmas, Mr. Lawrence），部份歐洲國家名為《Fu-ryo》（或Furyo，即俘虜）。是一部1983年上映的日本電影，由大島渚執導，也是他第一部全劇以英語發音的電影。編劇方面由大島本人和保羅·梅耶伯擔當，主要演員包括大衛·鮑伊、湯姆·康提、坂本龍一和北野武。
該電影改編自勞倫斯·范德尔普司特爵士在二戰中作為日本戰俘的經歷以及他的著作《種子與播種者》（1963年）和《新月之夜》（1970年）。講述在第二次世界大戰期間日軍在印尼設置的俘虜營中，所衍生出日本與西方的文化衝突問題，同時也涉及到反戰、同性戀、文化差異等面向。坂本同時也為電影製作了配樂和主題曲《禁色》，由大衛·西爾維安演唱。
这部電影入選第36屆坎城影展正式競賽單元，坂本的配樂為該片贏得了英國影藝學院獎最佳電影配樂獎。

## 劇情大綱
時值1942年，在太平洋戰爭爆發之後，位於日佔東印度的爪哇島戰俘營裡。一名朝鮮籍軍伕金元對一名荷蘭俘虜德容進行性侵，引發了一系列事件。在事件處理中，能夠理解日語的英國陸軍中校約翰·勞倫斯，以及處理該事件，性格粗暴的軍曹原玄悟因奇怪的緣分而相交。
同時，陸軍大尉余井在一次空降行動後襲擊了英國運輸隊，拘禁了英國陸軍少校傑克·西利爾思少校。儘管在軍法審判中受到西利爾思反抗的困擾，余井卻漸漸被他的韌性感到著迷，並將他拘留在營地。在金元事件的處理和俘虜的情報之間，同樣在營裡的英國空軍大佐俘虜長希克斯利因對自尊心的堅持而與之發生衝突。
西利爾思和勞倫斯被指控未經許可持無線電，被余井大尉命令進入單獨牢房，由於過去曾在北非戰役中並肩作戰，因此兩人彼此認識，他們在狹小的空間中討論著彼此的過去和個人經歷的交流。勞倫斯談論了自己的戀人，而西利爾思回憶起過去對弟弟的可憐對待。在聖誕節這一天，西利爾思和勞倫斯被原叫去。原喝醉了，並大聲呼喊「聖誕快樂」，釋放了西利爾思和勞倫斯。原自稱是聖誕老人，這是獻給他們的禮物。
然而，余井大尉因拒絕屈從於希克斯利的要求而感到惱怒，他下令所有俘虜集合。當發現沒有全部到齊時，他命令讓生病的俘虜也站在一起，這違反了《日內瓦公約》。一名嚴重生病的俘虜倒下並死亡。儘管如此，余井大尉試圖用刀砍掉一直拒絕向日本軍提供情報的希克斯利。就在這時，西利爾思走了過來，他擁抱了余井大尉，並在他的臉上親了一口。這一出乎意料的舉動讓余井大尉感到驚訝，使得他跌坐在地。
隨後，余井大尉被撤職，新的大尉將西利爾思的頭以下埋在地下，對他進行了活埋死刑。西利爾思在衰弱中回憶起他的弟弟，並於那天的夜晚死去。深夜，余井大尉悄悄地走向西利爾思的遺體，然後剪下了他的一束頭髮，向他敬禮，帶著剪下的髮結離去。
1946年，太平洋戰爭結束，日本戰敗，余井大尉已經被處決。在這年的聖誕節，勞倫斯探望了現在成為盟軍囚犯的原。原已經學會說英語，透露他將因戰爭罪行於明天被處決。在短暫的對話中，他和勞倫斯都得出這樣的結論，即盟軍雖然在官方上取得勝利，但在道義上「我們都是錯的」。在回憶起西利爾思和余井的往事後，兩人相互告別。當勞倫斯離開時，原向他喊道：「聖誕快樂，勞倫斯先生！」。

## 演員
- 大衛·鮑伊 飾 傑克·西利爾思少校
  - 克里斯·飾演少年時期的西利爾思
- 坂本龍一 飾 余井大尉
- 湯姆·康提 飾 約翰·勞倫斯中校
  - 池田胜為勞倫斯提供日語配音
- 北野武 飾 原玄悟軍曹
- 傑克·湯普森（英语：Jack Thompson (actor)） 飾 希斯利上校
- 内田裕也 飾 拘禁所長
- 三上寬（日语：三上寛） 飾 伊藤憲兵中尉
- 強尼大倉（日语：ジョニー大倉） 飾 朝鮮軍伕「金元」
- 亞力斯提爾·布朗寧（英语：Alistair Browning） 飾 德容（荷蘭戰俘）
- 飯島大介（日语：飯島大介） 飾 植木下士
- 本間優二（日语：本間優二） 飾 矢島一等兵
- 室田日出男（日语：室田日出男） 飾 新任戰俘營長官貢多
- 戶浦六宏（日语：戸浦六宏） 飾 軍律會議通譯
- 金田龍之介（日语：金田龍之介） 飾 藤村中佐（軍律會議審判長
- 内藤剛志（日语：内藤剛志） 飾 岩田法務中尉（軍律會議審判官）
- 石倉民雄 飾 軍律會議檢察官
- 三上博史、車邦秀（日语：車邦秀） 飾 在戰俘營工作的士兵
- 詹姆斯·馬爾科姆 飾 西利爾思的弟弟

## 製作
本作是一部以第二次世界大戰為主題的戰爭電影，然而，電影未呈現任何實際的戰役場面。參演的主要演員均為男性，拍攝地點包括庫克群島的拉罗汤加岛和紐西蘭等地。電影揭示了當時日本軍隊對俘虜的處遇，以及英國等國對殘障人士的歧視行為，以及公立學校（寄宿制的知名學府）中的欺凌等，毫不留情地描繪了近代歷史的陰暗部分。
其中，製作成本約600萬美元（當時約15億日圓），有些資料提到是650萬美元或16億日圓。在1978年開始籌劃電影時，松竹曾表示將全額投資。然而，電影資金筹集一度陷入困境，在日本國內筹集全部的資金幾乎是不可能的。松竹則告訴大島：「在中途找到外國願意分擔一半的地方」。意味當時在日本難以找到願意冒險擔任電影製片人的人，導致製作過程相當耗時。當時正在尋找資金來源和為シネマスクエアとうきゅう引入海外電影播映的Asmik Ace製作人原正人，在與《性昏迷》導演尼古拉斯·羅格購買發行權時，認識了該電影的製片人傑里米·托馬斯，最終，托馬斯同意成為了本部作品的製片人
一旦確保了資金後，松竹提出：「只參與發行而不參與製作」。如果大島在那時放棄的話，一切都將結束。為此，大島耗盡了全部財產，甚至借了個人債款，大島渚製片公司和朝日電視台從住友銀行貸得資金，托馬斯則從紐西蘭的銀行全額提取了海外製作費。作為該國提出的條件之一，拍攝地點必須在紐西蘭領土進行。因此雖然這是三國合作的電影，但紐西蘭只提供了資金，基本上是日英合作。最終，這成為大島渚最大的票房成功之作，松竹後來承認「當初應該也參與製作」。

### 選角
選角方面，據說大島曾表示：「我不想使用在《聯合艦隊》和《大日本帝國》中出演的演員」。這兩部由東寶和東映製作的電影，被認為是由有軍隊經驗的人創作的最後一部戰爭電影，而對於沒有軍隊經驗的大島來說，「《大日本帝國》中的軍人可以接受，《俘虜》中的軍人卻不能」。然而，《大日本帝國》和這部電影的海外拍攝是同時進行的，所以這並不是在了解《大日本帝國》內容的情況下發表的言論。
最初，原軍曹一角被選為緒形拳和勝新太郎，但由於緒形拳的日程安排問題，勝要求修改劇本，因此無法達成一致，最終由北野武接替。雖然原本計劃由三浦友和、沖雅也、瀧田榮、澤田研二、及友川典司等扮演余井大尉一角，但由於各種原因，包括日程衝突等，最終由坂本龍一出演。
湯姆·康提出演的勞倫斯中校一角最初是由傑瑞米·艾恩斯飾演，但艾恩斯在讀完劇本拒絕了，並認為電影的「同性戀色彩太濃烈」，然而，他後來表示：「看完完成的電影後，我為此後悔到死」。
此外，勞勃·瑞福，以及弗朗西斯·科波拉的侄子，當時還是高中生的尼古拉斯·凯奇都被提供了西利爾思的角色，但由於兩者都拒絕了，最終由大島在舞台劇《象人》中表演的大衛·鮑伊出演。鮑伊在接受邀請後等了兩年之久。

### 拍攝
拍攝於1982年8月開始，主要工作人员於9日至10日登上拉罗汤加岛。8月15日，搭載設備的船隻抵達現場。8月18日至19日進行卸貨作業。最終於8月23日在拉羅湯加島開始拍攝。9月20日結束拍攝後，則在次日前往島外，移動到紐西蘭。10月8日，大島導演和主要工作人員返回日本。
由於坂本在進入現場時沒有背台詞，自然而然地無法說出順利的台詞，甚至製造了讓大島生氣的情境。但由於大島的關心，讓坂本能夠順利完成拍攝：大島為了照顧坂本，曾經發火對對手演員說：「是因為你沒做好，所以坂本君才說不出台詞！」
關於表演，北野說：「導演幾乎沒有給我NG，但反過來，配音卻被逼得夠呛。」這是因為在接受導演邀請之前，他提前告訴導演：「我是個相聲演員，也是個演員，不能演好正經戲。」因此，導演做了一些考慮。此外，當北野出現NG時，據說身邊的助理導演會受到責備。北野和坂本兩人曾一起觀看試映片，北野曾表示：「雖然我的表演很糟糕，但坂本的表演也很糟糕啊”，最終兩人甚至開玩笑地說要偷偷拿走膠片燒掉。由於大島以嚴格責備無法演好的演員而聞名，北野和坂本達成了“如果被責備，就一起辭職」的約定。
在片中，有一場由坂本即興發揮的場景，當余井向受傷士兵大聲喊道：「你們不是生病！」時，大島喜歡上了坂本的即興表演，於是在剪輯時模仿坂本的台詞進行了趣味十足的編輯。在作品的結尾，當西利爾思靠近準備用日本刀處決反抗的俘虜長官的余井大尉，並在畫面中為他親吻臉頰時，畫面微妙地晃動著。這不是有意進行的導演安排，而是由於拍攝設備故障而偶然發生的。然而，與之後重新拍攝的畫面相比，畫面微妙地晃動的前者更能準確地表達心理描寫，因此選擇了這個版本。後來，大島對周圍說：「這是個奇蹟」。最終通過慢動作拉伸幀數進行了處理並完成了。
在一場由北野打開設施門的場景中，反覆排練卻無法掌握好時機，最終大島生氣地喊道：「就是這個時機！這個時機在這部電影中是最重要的！」儘管如此，臨近正式拍攝時門卻壞了。雖然不得已無門拍攝，但當北野問大島關於門壞了的事情時，大島回答說：「什麼？門？那種小事無關緊要！」這讓北野感到驚訝。

## 電影原聲帶
電影原聲帶皆由坂本龍一所製作，而電影同名主題曲「Merry Christmas, Mr. Lawrence」獲得廣大的迴響跟歡迎，將他帶上了音樂事業的一大高峰，並奠定大師的地位。除了在電影中播放的純音樂版本外，坂本龍一也請JAPAN樂團主唱大衛·西爾維安為這首歌填詞並演唱，曲名為《禁色》（取自三島由紀夫小說《禁色》的英譯書名），同樣收錄在原聲帶中。
以下為電影原聲帶CD曲目，其中Ride, Ride, Ride（第8、17轨）是由Stephen McCurdy作曲，23rd Psalm是传统曲目：
| 曲序 | 曲目                                        | 时长 |
| ---- | ------------------------------------------- | ---- |
| 1.   | Merry Christmas, Mr. Lawrence               | 4:34 |
| 2.   | Batavia                                     | 1:18 |
| 3.   | Germination                                 | 1:47 |
| 4.   | A Hearty Breakfast                          | 1:21 |
| 5.   | Before The War                              | 2:14 |
| 6.   | The Seed and The Sower                      | 5:00 |
| 7.   | A Brief Encounter                           | 2:23 |
| 8.   | Ride, Ride, Ride (Celliers' Brother's Song) | 1:03 |
| 9.   | The Fight                                   | 1:29 |
| 10.  | Father Christmas                            | 2:00 |
| 11.  | Dismissed                                   | 0:10 |
| 12.  | Assembly                                    | 2:16 |
| 13.  | Beyond Reason                               | 2:01 |
| 14.  | Sowing The Seed                             | 1:53 |
| 15.  | 23rd Psalm                                  | 2:00 |
| 16.  | Last Regrets                                | 2:40 |
| 17.  | Ride, Ride, Ride (Reprise)                  | 1:04 |
| 18.  | The Seed                                    | 1:02 |
| 19.  | Forbidden Colours                           | 4:42 |

## 評價
影評匯總網站爛番茄給予《俘虜》86%的好評率，基於28則評論給予平均6.60分（滿分10分）。該網站的共識指出：「有價值的主題和整體表現優異的演出，使《俘虜》成為一個深刻的故事，關於跨越文化差異的敘述。」Metacritic給予電影綜合平均分數53分（滿分100分），基於13位評論家的評價，表示「評價褒貶不一」。
《紐約時報》評論家珍妮特·馬斯林（Janet Maslin）寫道:
在《俘虜》中，大衛·鮑伊飾演一位天生的領袖，而他演繹得就像一位天生的影星。鮑伊在這裡的表現變幻莫測且引人入勝，他似乎毫不費力地達到這一點，儘管他在每一場景中都巧妙地做了一些不同的事情。他角色的要求有時可能是不可思議且複雜的，但鮑伊以一種非常直接和平凡的方式填補了這些要求。電影中鮑伊之外的事物幾乎沒有如此自然和清晰。
對於電影中的日本演員，馬斯林寫道：
將勞倫斯帶入這種理解的兩位主要日本角色是原軍曹，一個嚴厲的人物，他經常嘲笑勞倫斯，同時也欣賞他，以及余井大尉，收容所裡一名英俊、年輕的指揮官，對武士道有著堅定的信仰。這兩位演員在明顯的不利條件下依然表現出色，但因他們的英語表達得不夠流利，使得角色動機也沒有完全展現。然而，他們能夠傳達囚犯和囚室長之間複雜的情感共鳴，這一點在短暫的戰後結尾中表現得最感人。
導演黑澤明和克里斯托弗·诺兰都將《俘虜》列為他們最喜愛的電影之一。

## 榮譽
| 主辦單位             | 獎項             | 受獎者    | 階段／結果 |
| -------------------- | ---------------- | --------- | ---------- |
| 坎城电影节           | 金棕櫚獎         |           | 提名       |
| 英國電影金像獎       | 最佳電影配樂     | 坂本龍一  | 獲獎       |
| 電影旬報獎           | 觀眾票選最佳電影 |           | 獲獎       |
| 美國國家電影評論協會 | 最佳男主角       | 湯姆·康提 | 獲獎       |
| 第7回日本電影金像獎  | 最佳導演         | 大島渚    | 提名       |
| 第7回日本電影金像獎  | 最佳影片         |           | 提名       |
| 第7回日本電影金像獎  | 最佳男配角       | 北野武    | 提名       |
| 第7回日本電影金像獎  | 最優秀音楽       | 坂本龍一  | 提名       |
| 第7回日本電影金像獎  | 最受歡迎電影     |           | 獲獎       |
| 第7回日本電影金像獎  | 最佳藝術指導     |           | 提名       |
| 每日電影獎           | 最佳導演         | 大島渚    | 獲獎       |
| 每日電影獎           | 最佳影片         |           | 獲獎       |
| 每日電影獎           | 最佳男配角       | 北野武    | 獲獎       |
| 每日電影獎           | 最優秀音楽       | 坂本龍一  | 獲獎       |
| 每日電影獎           | 最佳劇本         |           | 獲獎       |

## 外部連結
- 互联网电影数据库（IMDb）上《俘虜》的资料（英文）
- AllMovie上《俘虜》的资料（英文）
- TCM电影资料库上《俘虜》的资料（英文）
- 俘虜 - 日本电影数据库
- 俘虜 - KINENOTE
- 俘虜 - allcinema
- Lawrence of Shinjuku: Merry Christmas Mr. Lawrence （页面存档备份，存于） an essay by Chuck Stephens at the Criterion Collection